# Eremophila labrosa
Eremophila labrosa är en flenörtsväxtart som beskrevs av Chinnock. Eremophila labrosa ingår i släktet Eremophila och familjen flenörtsväxter. Inga underarter finns listade i Catalogue of Life.